# Coenophila decipiens
Coenophila decipiens är en fjärilsart som beskrevs av Warnecke 1924. Coenophila decipiens ingår i släktet Coenophila och familjen nattflyn. Inga underarter finns listade i Catalogue of Life.